# Taba Baru (Lubuk Linggau Utara I)
Taba Baru is een bestuurslaag in het regentschap Lubuklinggau van de provincie Zuid-Sumatra, Indonesië. Taba Baru telt 1718 inwoners (volkstelling 2010).